# Policejní divize Rampart
Policejní divize Rampart (v anglickém originále Rampart) je americké filmové drama natočené režisérem Orenem Movermanem, který je rovněž spolu s Jamesem Ellroyem autorem scénáře. Film je zasazen do devadesátých let v Los Angeles a sleduje události kolem skandálu Rampart. Hlavní roli policisty Davida Browna ve snímku hrál Woody Harrelson. Dále v něm hráli například Ice Cube, Ned Beatty, Steve Buscemi a Sigourney Weaver. Několik herců, kteří ve snímku hráli, vystupovalo i v režisérově předchozím filmu The Messenger (2009). Hudbu k filmu složil Dickon Hinchliffe.
Premiéru měl 10. září 2011 na 36. ročníku Torontského mezinárodního filmového festivalu. Do amerických kin byl uveden 10. února 2012.